# جاي بي هويل
جاي بي هويل (بالإنجليزية: J. P. Howell)‏ هو لاعب كرة قاعدة أمريكي، ولد في 25 أبريل 1983 في موديستو في الولايات المتحدة.

## وصلات خارجية
- جاي بي هويل على موقع دوري كرة القاعدة الرئيسي (الإنجليزية)
- جاي بي هويل على موقعبيزبول رفرنس.كوم (الدوري الرئيسي) (الإنجليزية)
- جاي بي هويل على موقعبيزبول رفرنس.كوم (الدوري الثانوي) (الإنجليزية)
- جاي بي هويل على موقع إي إس بي إن.كوم (أم.أل.بي) (الإنجليزية)
- جاي بي هويل على موقع مشجعي الرسوم البيانية (الإنجليزية)